# 小粂あかね
小粂 あかね（こくめ あかね、1978年7月18日 - ）は、日本の元女子プロレスラー。身長161cm、体重58kg、血液型A型。東京都出身。吉本女子プロレスJd'の「アストレス」の3期生。

## 経歴・戦歴

### 2002年
- 11月24日、東京・新宿アイランドホールにおいて、対桜花由美戦でデビュー。

### 2003年
- 5月4日の北沢タウンホール大会を最後にJd'を退団。以後は舞台女優として活躍した。

### 2007年
- 7月17日、おばっち飯塚のブログに結婚、１児の母であることが報告されている。[1]

## 得意技
- 巻き投げ